# Bisulcocythere
Bisulcocythere is een geslacht van kreeftachtigen uit de klasse van de Ostracoda (mosselkreeftjes).

## Soorten
- Bisulcocythere campbelli Ayress & Swanson, 1991
- Bisulcocythere compressa Ayress & Swanson, 1991
- Bisulcocythere eocenica Ayress & Swanson, 1991
- Bisulcocythere micropunctata Ayress & Swanson, 1991
- Bisulcocythere novaezealandiae Ayress & Swanson, 1991